# Mirza Abdul Baqi Bég
Mirza Abdul Baqi Bég (* 20. September 1934 in Etawah, Uttar Pradesh; † 30. Januar 1990 in New York City) war ein pakistanischer Physiker.
Meist wurde er M. A. B. Bég zitiert, er benutzte den Vornamen Baqi.
Nach der Teilung Indiens zog die Familie 1947 nach Pakistan und er wuchs in Karachi auf und besuchte die Universität in Hyderabad (Universität Sindh) mit dem Bachelor-Abschluss in Physik 1951. Danach studierte er an der Universität in Karachi mit dem Master-Abschluss in angewandter Mathematik 1954. Anschließend ging er in die USA und wurde 1958 bei Philip M. Stehl in Kernphysik promoviert. Als Post-Doktorand war er 1958 bis 1960 an der Universität Birmingham bei Rudolf Peierls und danach am Brookhaven National Laboratory (BNL). 1962 bis 1964 war er am Institute for Advanced Study. Anschließend wurde er Assistant Professor (im Labor von Abraham Pais), 1965 Associate Professor und 1968 Professor an der Rockefeller University, an der er später ein eigenes Labor hatte (Bég Laboratory), an dem Theoretiker wie Louise Dolan, David Callaway und Mark A. Rubin waren. Außerdem war er 1975 bis 1978 im Hochenergiephysik-Komitee des BNL und forschte außerdem am SLAC und CERN. Er starb an einem Herzanfall.
Er war Fellow der American Physical Society. Bég war im Board of Trustees des Aspen Center for Physics und Herausgeber der Comments in nuclear and particle physics. Seine Vorlesungen mit Sirlin und Guido Altarelli in Mexiko-Stadt (Polytechnikum) 1969 führten dazu, dass viele angehende mexikanische theoretische Physiker, die später eine Führungsrolle in ihrem Land übernahmen, an die Rockefeller University kamen, um zu promovieren.
Bég ist für verschiedene Beiträge zur Elementarteilchenphysik bekannt, zum Beispiel in den 1960er Jahren an Quarkmodellen mit Symmetriegruppe SU (6), einem Modell von Feza Gürsey und Luigi Radicati, bei dem die innere Symmetriegruppe SU (3) um den Spin erweitert wurde. Mit Benjamin Lee und Abraham Pais sagte er 1964 aus diesem Modell ein Verhältnis von minus zwei Drittel für das Verhältnis der magnetischen Momente von Neutron und Proton vorher, was als Bestätigung des Quarkmodells galt. Nach der Etablierung des Standardmodells befasste er sich intensiv mit Eichfeldtheorien und schrieb einflussreiche Übersichtsartikel mit Alberto Sirlin über die Eichfeldtheorien in der schwachen Wechselwirkung. Er befasste sich als einer der Ersten mit dynamischem Symmetriebruch und der sogenannten Trivialität des Higgs-Sektors mit möglichen Anwendungen auf Schranken für die Higgsbosonmasse. Er befasste sich mit CP-Verletzung, Technicolor-Modellen, Strahlungskorrekturen zum Betazerfall, Rechts-Links-Symmetrie in der Elementarteilchenphysik, Skalen- und konformer Invarianz, Stromalgebren.
1961 stellte er den Satz von Bég in der Streutheorie von Protonen an Kernen auf.